# باجرنگ و علی
باجرنگ و علی (به هندی: Bajrang Aur Ali) فیلم هندی درام اجتماعی زبان هندی است که در سال ۲۰۲۴ اکران شد، نویسندگی و کارگردانی فیلم را جایویر بر عهده داشت که تهیه‌کنندگی آن توسط سورش شارما تحت نشان کمپانی اوترآپ فیلمز (UtterUp Films) انجام گرفت. بازیگران اصلی ساچین پاریک و گوری شانکار هستند. این فیلم هم سازگاری مذهبی بین هندوها و مسلمانان را ترویج می‌کند. این فیلم روی این موضوع تمرکز کرده است که صرف نظر از کاست، عقیده و مذهب افراد، به چه سبب کشور به تک تک هندی‌ها تعلق دارد.
فیلم در روز ۷ ژوئن ۲۰۲۴ اکران شد.

## نمای کلی
این فیلم داستان باجرنگ و علی، دو دوست از دو جامعه متفاوت را نشان می‌دهد. همان‌طور که آنها به زندگی ادامه می‌دهند، با چالش‌های متعددی مواجه می‌شوند که دوستی آنها را از هم می‌پاشد. علیرغم مشکلات، آنها برای تداوم یافتن پیوند و دوستی بین خودشان، نهایت تلاش را می‌کنند.

## بازیگران
- جایویر شارما در نقش باجرنگ
- ساچین پاریک در نقش علی
- گوری شانکار در نقش شعیب
- ریدهی گوپتا در نقش دیویا